# Caribbean Club Shield 2021
Navigation
Édition précédente Édition suivante
Le Caribbean Club Shield 2021 est la quatrième édition de cette compétition. Organisée par la CONCACAF, cette compétition voit s'affronter les meilleures équipes des championnats amateurs de l'Union caribéenne de football (UCF ou CFU). Après l'annulation de l'édition 2020, la compétition est censée être de retour en 2021 mais elle est repoussée puis finalement annulée en raison de la pandémie de Covid-19 à Curaçao.

## Participants
Parmi les 31 associations membres de l'Union caribéenne de football, seules quatre disposent d'un championnat professionnel selon les critères de la CONCACAF. Ainsi, les vingt-sept autres associations peuvent présenter une équipe en Caribbean Club Shield. Pour cette édition, quatorze clubs disputent la compétition. Après l'annulation de la compétition, onze des quatorze équipes acceptent d'être reversées en Championnat des clubs caribéens.
| Nation                          | Club                        | Méthode de qualification                              |
| Aruba                           | Racing Club Aruba           | Champion d'Aruba 2018-2019                            |
| Bonaire                         | Real Rincon                 | Champion de Bonaire 2018-2019                         |
| Curaçao                         | RKSV Scherpenheuvel         | Champion de Curaçao 2019-2020                         |
| Dominique                       | South East FC               | Champion de Dominique 2020                            |
| Guadeloupe                      | AS Gosier                   | Champion de Guadeloupe 2019-2020                      |
| Guyana                          | Fruta Conquerors            | Champion du Guyana 2020                               |
| Guyane française                | Olympique de Cayenne        | Champion de Guyane 2019-2020                          |
| Martinique                      | Samaritaine de Sainte-Marie | Champion de la Martinique 2019-2020                   |
| Porto Rico                      | Metropolitan FA             | Champion de Porto Rico 2018-2019                      |
| Saint-Christophe-et-Niévès      | St Paul's United            | Champion de Saint-Christophe-et-Niévès 2019-2020      |
| Sainte-Lucie                    | Platinum FC                 | Champion de Sainte-Lucie 2019                         |
| Saint-Vincent-et-les-Grenadines | Hope International          | Champion de Saint-Vincent-et-les-Grenadines 2019-2020 |
| Sint Maarten                    | Flames United               | Champion de Sint-Maarten 2019-2020                    |
| Suriname                        | Inter Moengotapoe           | Champion du Suriname 2018-2019                        |

Associations ne présentant pas d'équipe à cette compétition
- Anguilla
- Antigua-et-Barbuda
- Bahamas
- Barbade
- Bermudes
- Îles Caïmans
- Îles Vierges américaines
- Îles Vierges britanniques
- Cuba
- Grenade
- Montserrat
- Saint-Martin
- Îles Turques-et-Caïques

| Guyane et Suriname: Olympique de Cayenne Inter Moengotapoe RC Aruba Real Rincon Scherpenheuvel Sagicor AS Gosier Fruta Conquerors Samaritaine Metropolitan St Paul's Platinum Hope International Flames United |

## Phase de groupes
Le tirage au sort des groupes a été réalisé le 26 février 2021 au siège de la CONCACAF à Miami.
Seuls les premiers de chaque groupes sont qualifiés pour la suite de la compétition.
Les matchs se jouent à Curaçao.

### Groupe A
| Rang | Équipe              | Pts | J | G | N | P | Bp | Bc | Diff |  | Résultats (▼ dom., ► ext.) |  |   |   |   |
| ---- | ------------------- | --- | - | - | - | - | -- | -- | ---- |  | -------------------------- |  | - | - | - |
| 1    | RKSV Scherpenheuvel | 0   | 0 | 0 | 0 | 0 | 0  | 0  | 0    |  | RKSV Scherpenheuvel        |  | - | - | - |
| 2    | Flames United       | 0   | 0 | 0 | 0 | 0 | 0  | 0  | 0    |  | Flames United              |  |   | - | - |
| 3    | Real Rincon         | 0   | 0 | 0 | 0 | 0 | 0  | 0  | 0    |  | Real Rincon                |  |   |   | - |
| 4    | Platinum FC         | 0   | 0 | 0 | 0 | 0 | 0  | 0  | 0    |  | Platinum FC                |  |   |   |   |

### Groupe B
| Rang | Équipe                      | Pts | J | G | N | P | Bp | Bc | Diff |  | Résultats (▼ dom., ► ext.)  |  |   |   |   |
| ---- | --------------------------- | --- | - | - | - | - | -- | -- | ---- |  | --------------------------- |  | - | - | - |
| 1    | AS Gosier                   | 0   | 0 | 0 | 0 | 0 | 0  | 0  | 0    |  | AS Gosier                   |  | - | - | - |
| 2    | Olympique de Cayenne        | 0   | 0 | 0 | 0 | 0 | 0  | 0  | 0    |  | Olympique de Cayenne        |  |   | - | - |
| 3    | Samaritaine de Sainte-Marie | 0   | 0 | 0 | 0 | 0 | 0  | 0  | 0    |  | Samaritaine de Sainte-Marie |  |   |   | - |
| 4    | Sagicor South East          | 0   | 0 | 0 | 0 | 0 | 0  | 0  | 0    |  | Sagicor South East          |  |   |   |   |

### Groupe C
| Rang | Équipe             | Pts | J | G | N | P | Bp | Bc | Diff |  | Résultats (▼ dom., ► ext.) |  |   |   |
| ---- | ------------------ | --- | - | - | - | - | -- | -- | ---- |  | -------------------------- |  | - | - |
| 1    | Hope International | 0   | 0 | 0 | 0 | 0 | 0  | 0  | 0    |  | Hope International         |  | - | - |
| 2    | Racing Club Aruba  | 0   | 0 | 0 | 0 | 0 | 0  | 0  | 0    |  | Racing Club Aruba          |  |   | - |
| 3    | Fruta Conquerors   | 0   | 0 | 0 | 0 | 0 | 0  | 0  | 0    |  | Fruta Conquerors           |  |   |   |

### Groupe D
| Rang | Équipe            | Pts | J | G | N | P | Bp | Bc | Diff |  | Résultats (▼ dom., ► ext.) |  |   |   |
| ---- | ----------------- | --- | - | - | - | - | -- | -- | ---- |  | -------------------------- |  | - | - |
| 1    | St Paul's United  | 0   | 0 | 0 | 0 | 0 | 0  | 0  | 0    |  | St Paul's United           |  | - | - |
| 2    | Metropolitan FA   | 0   | 0 | 0 | 0 | 0 | 0  | 0  | 0    |  | Metropolitan FA            |  |   | - |
| 3    | Inter Moengotapoe | 0   | 0 | 0 | 0 | 0 | 0  | 0  | 0    |  | Inter Moengotapoe          |  |   |   |

## Phase finale
Les matchs se jouent à Curaçao.

### Tableau
|  | Demi-finales | Demi-finales | Demi-finales |  |  | Finale   | Finale | Finale |  |  |  |  |  |  |  |
|  |              |              |              |  |  |          |        |        |  |  |  |  |  |  |  |
|  |              |              |              |  |  |          |        |        |  |  |  |  |  |  |  |
|  |              |              |              |  |  |          |        |        |  |  |  |  |  |  |  |
|  |              |              |              |  |  |          |        |        |  |  |  |  |  |  |  |
|  |              |              |              |  |  |          |        |        |  |  |  |  |  |  |  |
|  |              |              |              |  |  |          |        |        |  |  |  |  |  |  |  |
|  |              |              |              |  |  |          |        |        |  |  |  |  |  |  |  |
|  |              |              |              |  |  |          |        |        |  |  |  |  |  |  |  |
|  |              |              |              |  |  |          |        |        |  |  |  |  |  |  |  |
|  |              |              |              |  |  |          |        |        |  |  |  |  |  |  |  |
|  |              |              |              |  |  |          |        |        |  |  |  |  |  |  |  |
|  |              |              |              |  |  |          |        |        |  |  |  |  |  |  |  |
|  |              |              |              |  |  |          |        |        |  |  |  |  |  |  |  |
|  |              |              |              |  |  | 3e Place |        |        |  |  |  |  |  |  |  |
|  |              |              |              |  |  |          |        |        |  |  |  |  |  |  |  |
|  |              |              |              |  |  |          |        |        |  |  |  |  |  |  |  |
|  |              |              |              |  |  |          |        |        |  |  |  |  |  |  |  |

### Demi-finales
|  |  | – |  |  |  |
|  |  |   |  |  |  |

|  |  | – |  |  |  |
|  |  |   |  |  |  |

### Match pour la troisième place
|  |  | – |  |  |  |
|  |  |   |  |  |  |

### Finale
Le vainqueur est qualifié pour le match de barrage face au quatrième du championnat professionnel des Caraïbes.
|  |  | – |  |  |  |
|  |  |   |  |  |  |

## Match de barrage pour la Ligue de la CONCACAF
Le vainqueur est qualifié pour la Ligue de la CONCACAF 2021.
|  |  | – |  |  |  |
|  |  |   |  |  |  |